# 诺兰·古德
诺兰·古德（英語：Nolan Gould；1998年10月28日—）是一名美国演員，以情景喜剧《摩登家庭》的卢克·邓菲一角知名。

## 早年生活
古德出生于纽约，是安吉拉与埃德温·古德之子。由于父亲的军旅生涯，古德在出生不久后就和母亲搬到了阿拉巴马州凤凰城生活。5岁时，一家人又搬到了加利福尼亚州。
古德是门萨国际的会员。在2012年的时候，古德就跳级到了学校十年级。在《艾倫·狄珍妮秀》中，古德称自己的智商为150。同年夏季，古德便完成了普通教育發展證書测试，并表示希望能参与线上大学课程。

## 职业生涯
古德在3岁时就开始参与广告演出。2009年开始，古德在情景喜剧《摩登家庭》中扮演卢克·邓菲一角。在《摩登家庭》2014年-2015年的剧集中，古德每集可以获得超过$70,000美元的片酬。2017年，古德客串了Logic歌曲《1-800-273-8255》的音乐录像带，扮演一名男同性恋。